# Дилон (Колорадо)
Дилон (енгл. Dillon) град је у америчкој савезној држави Колорадо.

## Демографија
По попису из 2010. године број становника је 904, што је 102 (12,7%) становника више него 2000. године.
| Група             | 2000.       | 2010.       |
| Белци             | 702 (87,5%) | 764 (84,5%) |
| Афроамериканци    | 7 (0,9%)    | 3 (0,3%)    |
| Азијати           | 1 (0,1%)    | 20 (2,2%)   |
| Хиспаноамериканци | 83 (10,3%)  | 98 (10,8%)  |
| Укупно            | 802         | 904         |